# Abraxas centrisinensis
Abraxas centrisinensis är en fjärilsart som beskrevs av Eugen Wehrli 1939. Abraxas centrisinensis ingår i släktet Abraxas och familjen mätare. Inga underarter finns listade i Catalogue of Life.